# Castelo de Balgarvie
O Castelo de Balgarvie (em inglês: Balgarvie Castle) estava localizado em Balgarvie, perto de Cupar em Fife, na Escócia. O castelo foi saqueado por um exército inglês liderado por Sir John Pettsworth durante o reinado de Roberto de Bruce (1306–1329). Balgarvie era propriedade dos Balfours de Burleigh e, mais tarde, foi vendida ao conde de Melville. Foi demolido por volta de 1938–1940, e não há vestígios que tenham sobrevivido à demolição.